# Moldavànskoie
Moldavànskoie (rus: Молдаванское) és un poble del krai de Krasnodar, a Rússia. Es troba als vessants septentrionals del Caucas occidental, a la vora del riu Guetxepsin, afluent del riu Adagum, a 12 km al nord-est de Krimsk i a 71 km a l'oest de Krasnodar, la capital.
Pertanyen a aquest municipi les poblacions de Sauk-Dere, Damanka, Novokrimski, Rússkoie, Krasni, Dolgojdanovski, Podgorni, Vinogradni, Svoboda, Pérvenets, Mekerstuk, Léninski, Gornovessioli, Ordjonikidze, Prokhladni, Trudovoi, Miliutinski i Bezvodni.